# Gấu mèo ăn cua
Gấu mèo ăn cua (Procyon cancrivorus) là một loài động vật có vú trong họ Gấu mèo Bắc Mỹ, bộ Ăn thịt. Loài này được Georges Cuvier mô tả năm 1798. Đây là loài bản địa khu vực đầm lầy và rừng rậm nhiệt đới ở Trung và Nam Mỹ (bao gồm Trinidad và Tobago). Loài này được tìm thấy từ Costa Rica về phía nam qua hầu hết các khu vực của Nam Mỹ ở phía đông dãy núi Andes xuống tới miền bắc Argentina và Uruguay. Tên gọi gấu mèo ăn cua không có nghĩa chỉ có loài này ăn cua, loài gấu mèo thông thường Bắc Mỹ cũng ăn cua. Gấu mèo ăn cua thường ăn cua, tôm hùm và các loài giáp xác khác, nhưng là một loài ăn tạp và chế độ ăn của chúng cũng bao gồm động vật lưỡng cư nhỏ, trứng rùa, và trái cây. Chiều dài đầu và thân là 41–80 cm, chiều dài đuôi là 20–56 cm (8-22) và chiều cao tính đến vai là khoảng 23 cm. Trọng lượng có thể nằm trong khoảng 2–12 kg, mặc dù trọng lượng chủ yếu là từ 5 đến 7 kg. Thông thường con đực lớn hơn con cái.